# Jacques Horenbault

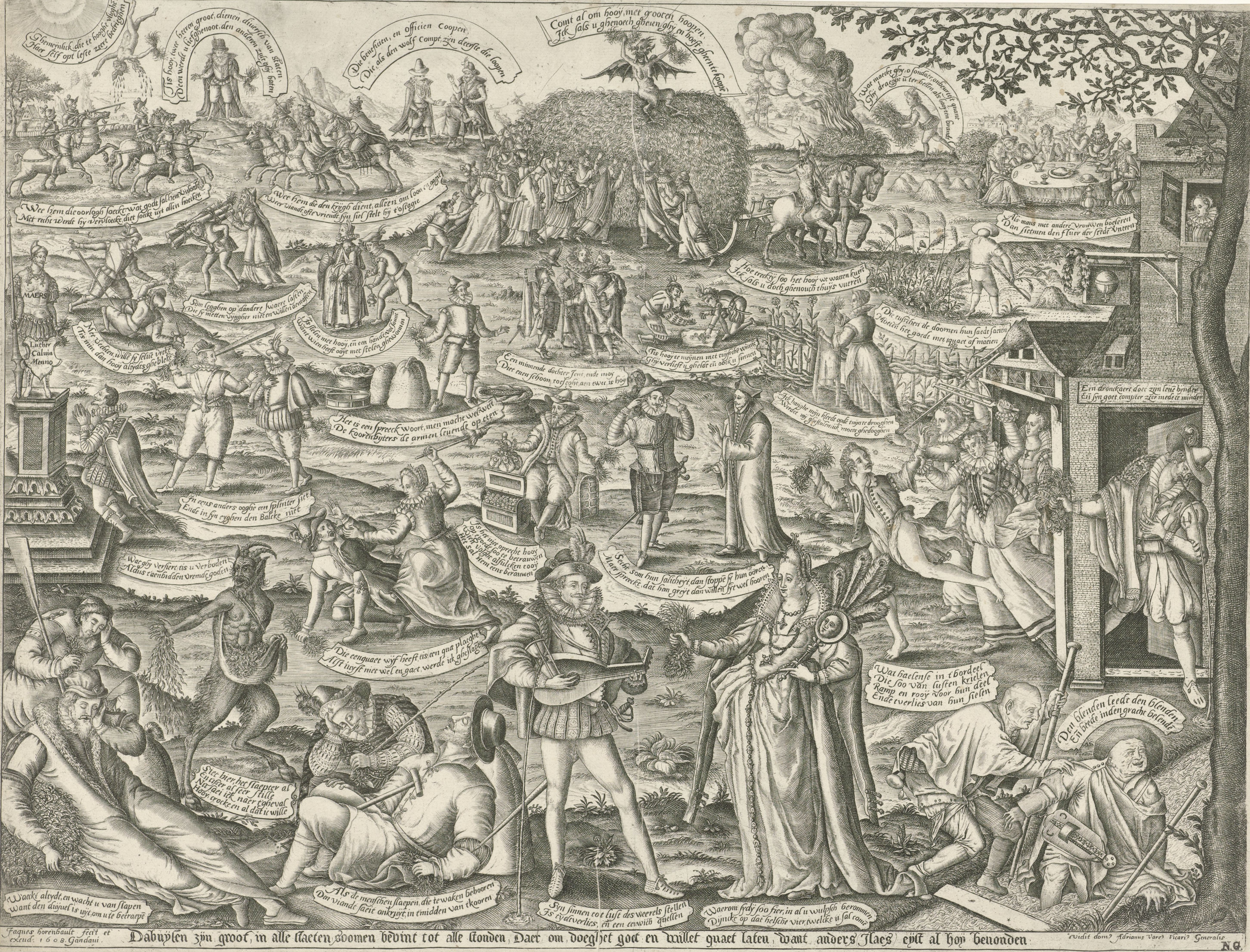
De hooiwagen. Gravure van Jacques Horenbault

Jacques Horenbault was een cartograaf, landmeter en graveur uit de late zestiende en vroege zeventiende eeuw. Hij was een telg van het Gentse kunstenaarsgeslacht Horenbault. Bij de opkomst van de cartografie in de tweede helft van de zestiende eeuw legde de familie Horenbault zich naast het schilderen ook toe op het opmaken van kaarten.
Jacques Horenbault maakte in 1596 de eerste gedetailleerde kaart van het historische Land van Aalst. Deze kaart staat bekend als de Horenbaultkaart.
- RKD-Nederlands Instituut voor Kunstgeschiedenis: 356573